# Échelle de Hounsfield
L'échelle de Hounsfield, nommée ainsi d'après Godfrey Hounsfield, est une échelle quantitative utilisée dans le champ médical décrivant la radiodensité dans une image de type scanner.

## Définition
L'échelle des unités de Hounsfield, notées UH (en anglais : Hounsfield Unit, HU) est une transformation linéaire de la mesure du coefficient d'absorption original dans laquelle la densité de l'eau distillée, aux conditions normales de température et de pression (CNTP), est définie à 0 UH, tandis que la densité de l'air aux CNTP est définie à −1 000 UH. Pour une énergie de photons donnée, dans un voxel avec un coefficient d'absorption moyen {\displaystyle \mu _{X}}, la valeur correspondante en UH est alors donnée par, :
où {\displaystyle \mu _{\text{eau}}} et {\displaystyle \mu _{\text{air}}} sont respectivement les coefficients d'absorption linéaire de l'eau et de l'air à cette énergie.
Ainsi, une variation de 1 UH représente une variation de 1 ‰ du coefficient d'absorption de l'eau.
Cette définition tient pour les scanners à rayons X calibrés avec l'eau comme référence.

### Justification
Les CNTP choisies sont des références universelles adaptées aux applications clés pour lesquelles la tomographie axiale calculée a été développée : l'imagerie anatomique interne des animaux (humains compris) vivant en milieu terrestre-aérien et dont les structures anatomiques sont principalement aqueuses.

## UH de matières courantes
L'échelle de Hounsfield s'applique à la tomodensitométrie médicale mais pas à la tomographie calculée à faisceau conique.
| Matière                | UH                                       |
| ---------------------- | ---------------------------------------- |
| Air                    | −1 000                                   |
| Poumon                 | −500                                     |
| Graisse                | −100 à −50                               |
| Eau                    | 0                                        |
| Liquide cérébro-spinal | 15                                       |
| Rein                   | 30                                       |
| Sang                   | +30 à +45                                |
| Muscle                 | +10 à +40                                |
| Matière grise          | +37 à +45                                |
| Matière blanche        | +20 à +30                                |
| Foie                   | +40 à +60                                |
| Tissus mous            | +100 à +300                              |
| Os                     | +700 (os spongieux) à +3 000 (os denses) |

## Applications cliniques
Connaître l’UH des différents tissus et matières permet diverses applications cliniques, dont :
- Le choix du contraste : En imagerie médicale, une problématique majeure est de paramétrer des contrastes qui permettent de visualiser distinctement les différentes structures anatomiques. On parle de plages de contrastes pour les luminosités minimales et maximales affichées. Certaines plages permettent de visualiser les fins changements de densité dans la région pulmonaire (e.g., −1 200 à 400 UH), très aérienne, alors que d’autres plages sont plus adaptés à la différenciation des structures abdominales (e.g., −150 à 250 UH) ou encore osseuses (e.g., −200 à 1 800 UH).
- L’évaluation des tumeurs : Par exemple, une tumeur surrénalienne avec une radiodensité de moins de 10 UH est assez grasse dans sa composition. On peut en abduire qu’il s’agit d’un adénome surrénalien bénin[4].
- La mise en évidence des vaisseaux sanguins : En injectant au patient un produit de contraste dont l’effet est d’augmenter la radiodensité du sang, les vaisseaux sanguins se distinguent davantage des tissus mous adjacents.

## Source
- (en) Timothy G. Feeman, The Mathematics of Medical Imaging : A Beginner's Guide, Springer, coll. « Springer Undergraduate Texts in Mathematics and Technology », 2010, 141 p. (ISBN 978-0-387-92711-4, lire en ligne)